# ديفيد أولدفيلد
ديفيد أولدفيلد (بالإنجليزية: David Oldfield)‏ (30 مايو 1968 في أستراليا - ) هو لاعب كرة قدم أسترالي في مركز الوسط. شارك مع منتخب إنجلترا تحت 21 سنة لكرة القدم. أما مع النوادي، فقد لعب مع أكسفورد يونايتد وستوك سيتي وليستر سيتي ومانشستر سيتي ونادي بيتربورو يونايتد ونادي لوتون تاون ونادي ميلوول وستافورد رينجرز ونادي تاموورث وBrackley Town F.C. ‏.

## وصلات خارجية
- ديفيد أولدفيلد على موقع قاعدة بيانات كرة القدم.إي يو (الإنجليزية)
- ديفيد أولدفيلد على موقع Soccerbase.com (لاعب) (الإنجليزية)
- ديفيد أولدفيلد على موقع عالم كرة القدم.نت (الإنجليزية)